# Santa Isabel (Porto Rico)
Santa Isabel é um município de Porto Rico, localizado no litoral sul de Coamo, a leste de Juana Díaz e oeste de Salinas. Santa Isabel está espalhada por sete alas e Santa Isabel Pueblo (centro da cidade e do centro administrativo da cidade). É uma das principais cidades da Área Metropolitana Combinada Ponce - Yauco - Coamo.